# Dysard Dageago
Dysard Dageago (* 24. Oktober 1994) ist ein nauruanischer Sprinter. Er startete 2017 bei den Leichtathletik-Weltmeisterschaften in London, Vereinigtes Königreich, im 100-Meter-Lauf der Männer. Er startete in der Vorrunde; es gelang ihm nicht, sich für die Vorläufe zu qualifizieren.